# Vainilla
Vainilla är en ort i Mexiko.   Den ligger i kommunen Alto Lucero de Gutiérrez Barrios och delstaten Veracruz, i den sydöstra delen av landet, 280 km öster om huvudstaden Mexico City. Vainilla ligger 118 meter över havet och antalet invånare är 137.
Terrängen runt Vainilla är kuperad åt sydväst, men åt nordost är den platt. Havet är nära Vainilla åt nordost. Runt Vainilla är det ganska glesbefolkat, med 48 invånare per kvadratkilometer. Närmaste större samhälle är Palma Sola, 2,7 km öster om Vainilla. Omgivningarna runt Vainilla är en mosaik av jordbruksmark och naturlig växtlighet.